# Santa Sarbana (Silanus)

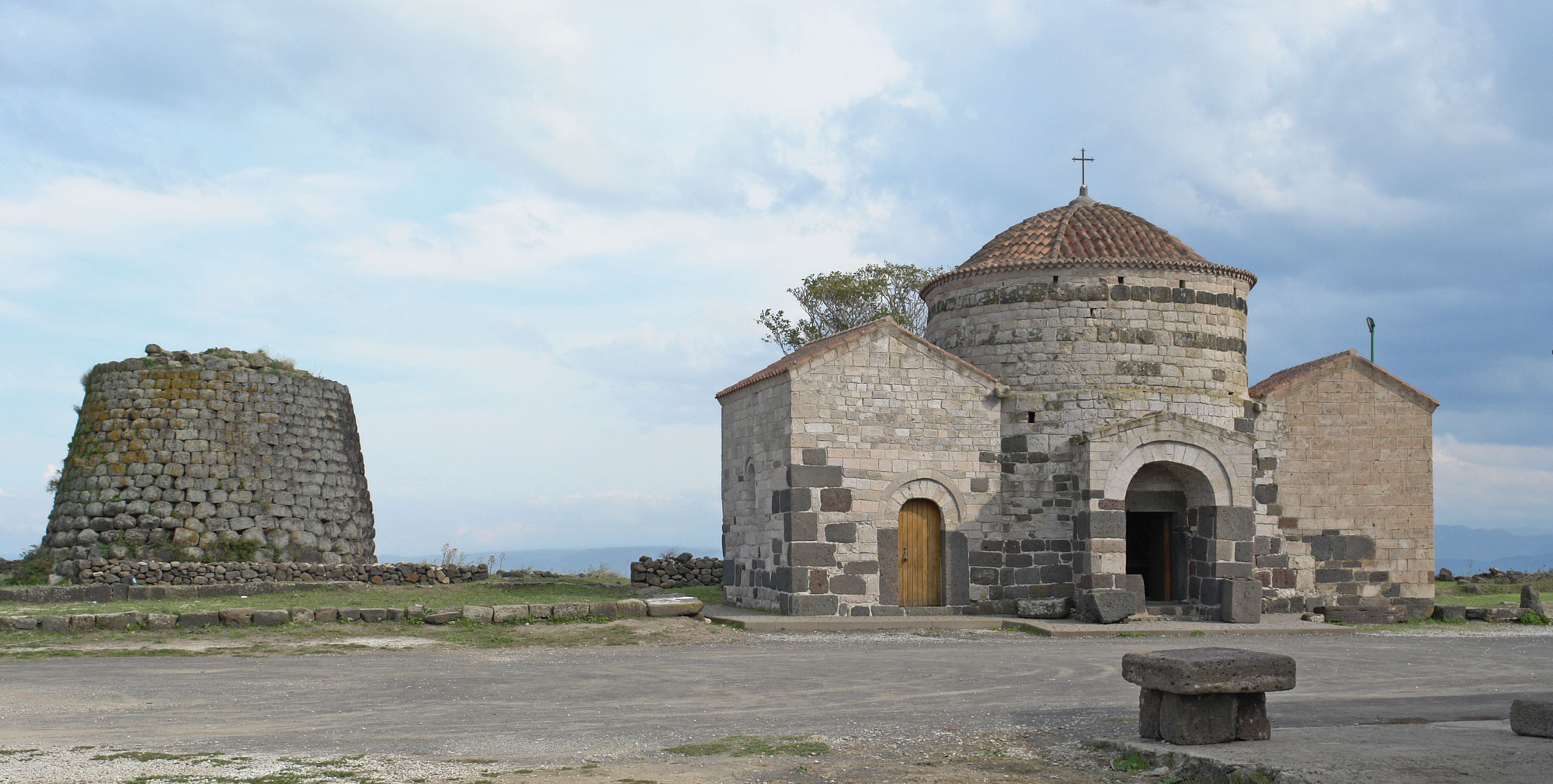
Nuraghe und Kirche Santa Sarbana

Santa Sarbana (auch Santa Sabina genannt), gelegen südlich von Silanus in der Provinz Nuoro auf Sardinien, bezeichnet eine Nuraghe, die neben der gleichnamigen byzantinischen Kirche steht.

## Nuraghe
Die Nuraghe hat einen Basisdurchmesser von 12,6 m, und ist bis in 8,6 m Höhe erhalten. Mit der komplett erhaltenen 8,4 m hohen außermittigen Tholos, der 4,15 m messenden runden Kammer mit drei Seitennischen, der im Uhrzeigersinn umlaufenden Treppe und der Wächterzelle im Gang ist sie geradezu idealtypisch für die klassische Nuraghe. Im nach Süden offenen Gang befinden sich auf der rechten Seite eine rechteckige Nische und links die weitgehend erhaltene Treppe, die in den oberen, jetzt zerstörten Bereich führte. Das Treppenhaus wird durch eine Lücke im Mauerwerk belichtet. 
Das Denkmal  entstand zwischen dem 14. und der zweiten Hälfte des 10. Jahrhunderts v. Chr., während der späten oder frühen Bronzezeit. Die Nuraghe war zusammen mit einem Dorf, von dem sich nur mit Mühe Spuren finden lassen, zwei Gigantengräbern und einem heiligen Brunnen Zentrum eines größeren Komplexes.

## Kirche
Einzigartig auf Sardinien ist die Kirche Santa Sarbana aus dem 11. Jahrhundert neben der gleichnamigen Nuraghe. Selbst auf dem Kontinent gibt es kaum etwas Vergleichbares. Sie zeigt eine Mischung alter Bautraditionen (Grundriss, Giebelfronten, zurücktretende Archivolten über den Eingängen, spitzbogige Zentralkuppel) und romanischer Elemente (Tonnengewölbe in den Seitenschiffen, Apsisfenster mit abgetrepptem Gewände). 
Der Grundriss erinnert an frühchristliche Baptisterien mit angegliedertem consignatorium und vestiarium. Grabungen erbrachten keine älteren Baureste. Der rechte Seitenraum wurde 1935 rekonstruiert.